# Associazione Sportiva Casale Calcio 2010-2011
Questa voce raccoglie le informazioni riguardanti l'Associazione Sportiva Casale Calcio nelle competizioni ufficiali della stagione 2010-2011.

## Divise e sponsor
| 1ª divisa |

## Rosa
| N. |                      | Ruolo | Calciatore           |
| -- | -------------------- | ----- | -------------------- |
|    | Italia (bandiera)    | C     | Amos Agnesina        |
|    | Italia (bandiera)    | D     | Alessandro Angelotti |
|    | Italia (bandiera)    | C     | Stefano Capelluto    |
|    | Italia (bandiera)    | C     | Filippo Catenacci    |
|    | Italia (bandiera)    | P     | Marco Chinchio       |
|    | Italia (bandiera)    | D     | Michael Ciccomascolo |
|    | Italia (bandiera)    | A     | Lorenzo Dal Rio      |
|    | Italia (bandiera)    | D     | Luca Del Chiaro      |
|    | Italia (bandiera)    | A     | Federico Federici    |
|    | Argentina (bandiera) | D     | Mariano Fernández    |
|    | Italia (bandiera)    | C     | William Finelli      |
|    | Italia (bandiera)    | P     | Gianmarco Fiory      |
|    | Italia (bandiera)    | C     | Niccolò Garrone      |
|    | Italia (bandiera)    | C     | Alessandro Gatto     |
|    | Italia (bandiera)    | D     | Andrea Gavazzeni     |
|    | Italia (bandiera)    | A     | Alessio Germani      |
|    | Senegal (bandiera)   | P     | Lys Gomis            |
|    | Italia (bandiera)    | D     | Natale Gonnella      |

| N. |                      | Ruolo | Calciatore          |
| -- | -------------------- | ----- | ------------------- |
|    | Italia (bandiera)    | D     | Matteo Guidi        |
|    | Italia (bandiera)    | C     | Gaetano Iannini     |
|    | Francia (bandiera)   | A     | Laurent Lanteri     |
|    | Italia (bandiera)    | A     | Alessandro Marongiu |
|    | Italia (bandiera)    | A     | Roberto Mele        |
|    | Italia (bandiera)    | C     | Damiano Mitra       |
|    | Italia (bandiera)    | A     | Marco Montante      |
|    | Italia (bandiera)    | D     | Pasquale Naglieri   |
|    | Italia (bandiera)    | A     | Nikola Olivieri     |
|    | Italia (bandiera)    | A     | Leonardo Pavoletti  |
|    | Italia (bandiera)    | D     | Aldo Perricone      |
|    | Italia (bandiera)    | C     | Dario Serra         |
|    | Italia (bandiera)    | A     | Nicholas Siega      |
|    | Canada (bandiera)    | A     | Julian Uccello      |
|    | Argentina (bandiera) | A     | Matias Vegnaduzzo   |
|    | Italia (bandiera)    | D     | Fabio Vignati       |
|    | Italia (bandiera)    | A     | Jacopo Zenga        |